# 이형로 (1936년)
이형로(1936년 11월 23일~2019년 1월 31일)는 대한민국의 정치인이다. 제38·39대 임실군수를 역임하였다.

## 역대 선거 결과
|  | 60.37% |

|  | 55.27% |

| 전임 노병일 | 제38·39대 전라북도 임실군수 1995년 7월 1일~2000년 11월 27일 | 후임 (권한대행)유일수 (재보궐)이철규 |